# Блэквуд, Сара
Сара Блэквуд (англ. Sarah Blackwood; род. 6 мая 1971, Галифакс, Уэст-Йоркшир, Англия) — британская певица. Наиболее известна как вокалистка групп Dubstar и Client, где выступает под псевдонимом «Клиент Б».

## Карьера
После окончания школы поступила в Ньюкаслский университет, где обучалась дизайну и интерьеру. Проживала в Манчестере, когда начинала играть в Dubstar, но сейчас проживает в Лондоне.

### В Dubstar
Формально известная как The Joans, группа Dubstar первоначально была дуэтом, в состав которого входили Крис Уилки, игравший на гитаре, и Стив Хиллер, который играл на клавишных и пел. Сара Блэквуд присоединилась к группе осенью 1993 года. В начале 1994 года Блэквуд заменила Хиллера на вокале, но тем не менее он остался ключевым участником группы.
С Блэквуд группа выпустила три альбома: Disgraceful (1995), Goodbye (1997) и Make It Better (2000). В 2004 году вышел сборник Stars: The Best of Dubstar, содержавший ранее неиздававшийся сингл группы «Stars».
Позже Блэквуд переключилась на другие проекты, но поддерживала связь с музыкантами Dubstar. В частности Крис Уилки играл на гитаре на её мини-альбоме 2008 года Acoustic at the Club Bar & Dining.
Возвращение
12 апреля 2010 года группа записала кавер-версию песни The Passions «I’m in Love with a German Film Star» в рамках проекта Amnesty International. В интервью Эндрю Коллинзу из BBC 6 Music, Блэквуд утверждала, что Dubstar собрались вместе и планируют запись нового альбома, но тем не менее она по-прежнему будет работать с группой Client.

### В Client
В 2002 году Блэквуд вошла в состав группы Technique во время их европейского тура с Depeche Mode. Там она заменила предыдущую вокалистку Ксан Тайлер. После этого другой участник группы, Кейт Холмс начала писать с Блэквуд песни. Вскоре они сформировали Client. Сара взяла себе псевдоним Клиент Б, поскольку участницы решили выступать не под подлинными именами, а под псевдонимами, начинающимися с «Клиент».

### Прочие появления
Также сотрудничала с такими группами и исполнителями как, Volbeat, Уильям Орбит, Soman, Die Krupps, Пит Доэрти, Дуглас МакКарти, Гэри Ньюман, Иэн Броуди, Мартин Гор, Саша Дистель, Тим Берджесс, Карл Барат, Роберт Гёрл, Крис Уилке (вне Dubstar), Moonbootica, Марк Ньювин из Fairground Attraction и др.

## Дискография

### Альбомы
С Dubstar
- 1995: Disgraceful
- 1997: Goodbye[англ.]
- 2000: Make It Better[англ.]
- 2004: Stars: The Best of Dubstar[англ.] (сборник)

С Client
(Sarah Blackwood credited as Client B)
- 2003: Client
- 2004: City
- 2007: Heartland
- 2009: Command

### Мини-альбомы
С Dubstar
- 2000: Self Same Thing EP

Под псевдонимом Клиент Б
- 2007: Client B Acoustic at the Club Bar & Dining

### Синглы
(Для получения дополнительной информации синглов обратитесь к таблицам в секциях дискографий в статьях Dubstar и Client)
Сольные синглы
- 2010: «I'm in Love with a German Film Star[англ.]»